# Fetu-ao Vallis
La Fetu-ao Vallis è una struttura geologica della superficie di Venere.